# Human – Die Menschheit
Human – Die Menschheit (Originaltitel Human) ist ein freier Dokumentarfilm des französischen Fotografen und Journalisten Yann Arthus-Bertrand. Der Film besteht weitgehend aus Interview-Sequenzen mit über 2000 Menschen aus mehr als 60 Ländern der Erde, die von hochauflösenden Luft- und Landschaftsaufnahmen aus verschiedenen Kontinenten unterbrochen werden. Seine Welturaufführung hatte der Film bei den Filmfestspielen von Venedig 2015.
In einem deutschen Fernsehinterview zur Weltpremiere in Venedig sagte Bertrand zum Hintergrund des Films und zum Verhältnis seiner berühmten Landschaftsaufnahmen zum Menschen:

„Da ist nicht die Natur auf der einen Seite und der Mensch auf der anderen Seite. Wir sind Teil der Natur. Der Mensch ist immer präsent in meinen Landschaftsaufnahmen, auch wenn niemand zu sehen ist.“

Der Film kann auf YouTube angesehen werden. Er wird auch als Blu-ray Disc veröffentlicht sowie sein Soundtrack als CD-ROM. Außerdem erschien am 17. September 2015 der Bildband Human zum Film.
Die 2005 von Bertrand gegründete Stiftung GoodPlanet, die schon die Verbreitung seines Dokumentarfilms Home aus dem Jahr 2009 unterstützte, soll sich nun darum bemühen, dass Human ebenfalls eine weltweit größtmögliche Verbreitung in Kinos, Schulen, Internet bis zur Vollversammlung der Vereinten Nationen finden wird.